# Sad Eyed Lady of the Lowlands
Sad-Eyed Lady of the Lowlands è una canzone di Bob Dylan, brano conclusivo dell'album Blonde on Blonde pubblicato nel 1966 di cui occupa l'intero quarto lato dell'edizione originale in vinile. Secondo quanto dichiarato dallo stesso Dylan, si tratta di una canzone sulla sua futura moglie Sara Lownds.

## Il brano

### Origine e storia
All'epoca, con i suoi 11 minuti e 23 secondi di durata, la canzone fece molto scalpore per la sua lunghezza e per l'immaginifico testo pieno di poesia surreale dedicato all'immagine idealizzata di una non specificata figura di donna.
Molto si ipotizzò circa l'identità della donna descritta nella canzone, ma ben presto i dubbi iniziarono a svanire. Alcuni critici notarono subito la similitudine tra "Lowlands" e "Lowndes", il cognome della moglie di Dylan (Sara). Ex modella, il suo nome da ragazza era Shirley Noznisky, e suo padre, Isaac Noznisky, era un rigattiere di Wilmington (Delaware); precedentemente Sara era stata sposata con l'imprenditore Victor Lowndes e Dylan sposò la ragazza di nascosto nel 1965 con una cerimonia privata a cui presenziò solo il suo manager Albert Grossman.
Quindi fu ben presto chiaro che la composizione era un'ode alla neo-sposa, descritta con gli "occhi tristi", la "pelle come seta" e il "viso di cristallo", ma fu solo nel 1976 sull'album Desire che Dylan fugò ogni dubbio su chi fosse il soggetto della canzone, quando cantò nel brano Sara, dedicato alla moglie, le seguenti strofe:
«Stayin' up for days in the Chelsea Hotel,
Writin' Sad-Eyed Lady of the Lowlands for you».
it: Restando sveglio per giorni al Chelsea Hotel,
scrivendo Sad-Eyed Lady of the Lowlands per te.
Dylan scrisse la maggior parte della canzone al Chelsea Hotel di New York City, ma non finì il brano che dovette essere ripreso durante le sessioni di registrazione per l'album Blonde on Blonde tenutesi a Nashville. Dylan passò gran parte della prima seduta di registrazione del 15 febbraio 1966 a completare la stesura della canzone, solo e in una stanza a parte, mentre i musicisti di studio se ne stavano nella stanza accanto ad aspettare bevendo birra e giocando a carte.
Alla fine lui si presentò alle prime ore del mattino e dichiarò che la canzone era pronta per essere registrata. Il batterista Kenny Buttrey ricorda che tutti i musicisti di studio suonavano senza sapere quanto sarebbe durata la canzone che sembrava non avere mai fine poiché Dylan continuava ad aggiungere nuove strofe mentre cantava.
Nonostante fosse più o meno della stessa lunghezza del brano Desolation Row presente sul precedente disco Highway 61 Revisited, la canzone fu posta da sola ad occupare l'intero quarto lato di Blonde on Blonde: evidentemente Dylan la voleva tenere separata dal resto dei brani dell'album, come per dare alla composizione particolare rilievo.
Lo stesso Dylan, all'epoca descrisse la canzone come: «probabilmente il miglior pezzo che abbia mai scritto».
Bob Dylan, nonostante la sua decennale carriera concertistica, non ha mai eseguito la canzone in concerto.

### Registrazione
Bob Dylan iniziò la registrazione dell'album Blonde on Blonde a New York nell'ottobre 1965. Frustrato dai lenti progressi in studio, Dylan accolse il suggerimento del produttore Bob Johnston e nel febbraio 1966 si trasferì nello studio A della Columbia a Music Row, Nashville. Portandosi dietro Robbie Robertson e Al Kooper, Dylan cominciò le sessioni con i migliori turnisti di Nashville.
Il 15 febbraio, la sessione iniziò alle 18 ma Dylan restò semplicemente seduto in studio a lavorare sul testo, mentre gli altri musicisti giocavano a carte. Finalmente, alle 4 di notte circa, Dylan disse agli altri che aveva pronta la struttura della canzone.
Furono incise quattro take del brano, tre delle quali complete. Nel 2015 queste incisioni sono state incluse nella versione deluxe a 18 dischi di The Bootleg Series Vol. 12: The Cutting Edge 1965-1966, e la prima take è apparsa anche nella versione a 6 dischi dell'album.

## Formazione
- Bob Dylan: Voce, chitarra
- Kenny Buttrey: Batteria
- Al Kooper: Organo
- Hargus Robbins: Pianoforte
- Charlie McCoy: Basso

## Cover
- Joan Baez ha reinterpretato la canzone nel suo album del 1968 Any Day Now.
- Steve Howe sul suo album del 1999 Portraits of Bob Dylan con l'ex membro degli Yes Jon Anderson al canto.
- Richie Havens sul suo album del 1974 Mixed Bag II.
- Giorgio Lo Cascio, tradotta in italiano con il titolo Triste regina della nebbia.
- La band francese di rock alternative Phoenix ha registrato una cover acustica del brano della durata di 5 minuti per la rivista musicale tedesca Musikexpress nel gennaio del 2010.[5][6]

## Influenza e lascito
George Harrison rimase molto affascinato dai passaggi dal Re al Mi minore al La, e quindi, nuovamente al Re della canzone di Dylan, e volle quindi provare a scrivere qualcosa di simile. Scribacchiò un testo sulle pagine di un diario e lo chiamò It's Been A Long, Long, Long Time, che divenne il titolo provvisorio del brano Long, Long, Long che poi sarebbe comparso sul White Album dei Beatles nel 1968.
Nel 1991 Tom Waits disse di Sad Eyed Lady of the Lowlands: «È come Beowulf e mi "fece uscire di testa". Questa canzone può farti lasciare casa, andare a lavorare sulle ferrovie o farti sposare una zingara. Mi fa pensare a "un vagabondo attorno al fuoco con una tazza di latta sotto un ponte che ricorda i capelli di una donna". Questa canzone è un sogno, un indovinello e una preghiera».
In un'intervista radiofonica con Howard Stern il 18 gennaio 2012, l'ex bassista dei Pink Floyd Roger Waters rivelò: «Sad Eyed Lady of the Lowlands mi cambiò la vita in qualche modo. Quando la ascoltai, pensai: se Bob può fare [una canzone così lunga], anche io posso... è come un album intero. E non diventa mai sciocca o noiosa. Ne rimani sempre più avvolto. Diventa sempre più ipnotica ogni volta che la senti».